# Carlos Herrera (periodista)
Carlos Herrera Crusset (Cuevas del Almanzora, Almería, 8 de julio de 1957) es un periodista, locutor de radio y presentador de televisión español. Desde el 1 de septiembre de 2015 dirige el matinal Herrera en COPE de la Cadena COPE.
Desde 2004 hasta marzo de 2015 dirigió el matinal Herrera en la onda en la cadena de radio Onda Cero. Ha desarrollado su trayectoria profesional principalmente en este medio, aunque también realiza colaboraciones en prensa escrita y ha trabajado en la televisión. También presenta Radio Carlitos Deluxe, en Rock FM. El 21 de octubre de 2021, fue investido doctor honoris causa por la Universidad Europea de Madrid por su contribución a la profesión y a la sociedad a través del periodismo.
Está divorciado de la presentadora de televisión Mariló Montero, con quien estuvo casado durante dos décadas, entre 1991 y 2011, y con la que tuvo dos hijos, Alberto Carlos y Rocío -ésta modelo conocida como Rocío Crusset-.
En 2023, el Tribunal Supremo estimó que el periodista tributó una gran parte de sus ganancias de 2006 y 2007 mediante el Impuesto de Sociedades en vez del Impuesto sobre la Renta de las Personas Físicas, utilizando para ello una sociedad pantalla, por lo que habría ocultado ingresos para pagar menos a Hacienda. En abril de 2024 la Audiencia Nacional desestima el recurso presentado por el locutor y confirma que se habría ahorrado hasta 2 115 670 de euros en impuestos al tributar a través de un entramado empresarial sus trabajos personales.

## Trayectoria profesional

### Medicina
Se licenció en medicina, pero no llegó a ejercerla porque su verdadera vocación era el periodismo.

### Radio
Siempre se ha dedicado al mundo de la comunicación. Su debut en la radio se produjo en 1977, en Radio Sevilla, trabajando seguidamente en Radio Mataró. En años sucesivos recalaría en Radio Miramar de Barcelona y en Radio Popular, en sus delegaciones de Sevilla y de Madrid.
Finalmente accedió al circuito de las grandes cadenas nacionales como la Cadena SER, donde presentó el musical Coplas de mi Ser, o la COPE, donde dirigió el segundo tramo de La mañana de Antonio Herrero entre 1992 y 1995. En septiembre de 1997, después de dos años en Canal Sur Radio junto a periodistas como José Antonio Naranjo, Carlos Santos, Inmaculada González y Luis Baras, pasó a realizar el programa Buenos días en Radio Nacional de España. En este espacio, una de sus oyentes dijo ser una "fósfora"  del programa. Desde entonces, el locutor se refiere con cariño a sus seguidores como fósforos.
El 27 de marzo de 2000, durante su etapa en RNE, recibió una falsa caja de puros que resultó ser un paquete bomba. El atentado, del que resultó ileso, fue reivindicado por la banda terrorista ETA.
En la temporada 2001-2002 comenzó su andadura en Onda Cero con el programa Herrera y punto, que a partir de septiembre de 2002 pasaría a llamarse Herrera en la onda (debido a la inminente creación por parte del grupo Vocento de la emisora Punto Radio). Entre sus colaboradores cabe destacar a Lucía Alarcón, Lorenzo Díaz, Naranjo Alfaro, Josemi Rodríguez-Sieiro, Mariví Fernández Palacios, Begoña Gómez de la Fuente o Rosana Güiza; todos ellos formaron parte del vespertino que realizaba de lunes a viernes entre las cuatro y las ocho de la tarde.
En septiembre de 2004 tomó el relevo de Luis del Olmo en las mañanas de la cadena, trasladando su espacio Herrera en la onda a la franja horaria que va desde las seis hasta las doce y media de la mañana, de lunes a viernes.
Rechazó la propuesta del dirigente del Partido Popular Javier Arenas de ser candidato al ayuntamiento de Sevilla en las elecciones locales de mayo de 2015.
El 27 de marzo de 2015 anuncia su marcha de Onda Cero para pasar a presentar el matinal de la cadena COPE, desde el mes de septiembre. El 18 de junio de ese mismo año Carlos Herrera y la cadena COPE anuncian la vuelta del locutor de radio a las ondas para presentar desde el 1 de septiembre el matinal Herrera en COPE.

### Televisión
Inició su trayectoria en este medio en 1985 con la presentación del Telediario. En la misma cadena, y durante la temporada 1988-1989, saltó de la información a los programas musicales, conduciendo con Bibiana Fernández el espacio Sábado noche.
El año siguiente es fichado por la cadena autonómica andaluza Canal Sur para conducir la serie Las coplas, donde tiene ocasión de coincidir con grandes estrellas de la canción española.
De vuelta a TVE presenta el espacio Primero izquierda (1991-1992), que le brinda la oportunidad de entrevistar a personajes como Margaret Thatcher, Catherine Deneuve, Jacqueline Bisset, Roger Moore, Montserrat Caballé, Diana Ross o Ursula Andress. En 1990 y 1992 presenta el Festival de la OTI.
Más adelante vendrían El programa de Carlos Herrera (1997) un gran magacín donde alternaba entrevistas a personajes de actualidad con actuaciones y colaboraciones como Ángel Garó, Anthony Blake, el cantautor Paco Herrera y Santiago Segura, entre otros. Y Así es la vida (1999), ambos emitidos en Televisión Española. Fue el maestro de ceremonias de la gala inaugural del Campeonato Mundial de Atletismo de 1999 de Sevilla y de los Juegos Mediterráneos de 2005 de Almería.
Entre 2002 y 2003 se convierte en tertuliano de El primer café, programa matinal de Antena 3, junto a Carmen Gurruchaga; a finales de 2003 pasa, asimismo, a formar parte del programa sucesor de aquel, que presentaba Javier González Ferrari bajo el nombre de La respuesta.
En otoño de 2017, Herrera regresa a TVE para presentar en La 1 el espacio semanal de debate ¿Cómo lo ves?, firmando por una temporada de 13 entregas, que fue estrenado el 15 de octubre de 2017. Sin embargo, el 19 de noviembre el programa es cancelado debido a su baja audiencia tras solo seis emisiones.

### Prensa escrita
En su momento colaboró con Diario 16 y Cambio 16. En la actualidad posee una columna en el diario ABC y las revistas Diez minutos y XLSemanal. Además, es miembro del Comité Editorial del diario enfocado en las personas mayores, 65ymas.com.

## Aficiones
Entre sus aficiones más conocidas están la tauromaquia, el Carnaval de Cádiz, las cofradías y procesiones de Semana Santa. 
Admirador del futbolista Johan Cruyff y de la selección neerlandesa de fútbol de 1974, después de haber sido seguidor del FC Barcelona durante muchos años, la inclinación hacia el independentismo catalán de la directiva del club hizo que se declare solamente parcial del Real Betis Balompié.
Hizo un cameo en un episodio de la serie 7 vidas.

## Libros
Es autor de varios libros, la mayoría recopilaciones de sus contribuciones radiofónicas:
- Mis Recetas Favoritas. Madrid, Martínez Roca, 2012. ISBN 97884270392
- Fósforos para siempre. Madrid, La Esfera de los libros, 2012. ISBN 97884997008
- Tapas. Barcelona, Styria, 2009. ISBN 97884925202
- Saber de Aceite. Barcelona, Styria, 2008. ISBN 97884966267
- Tapas. Barcelona, Styria, 2007. ISBN 84-96626-42-3
- Los fósforos contraatacan. Madrid, La Esfera de los Libros, 2005. ISBN 84-9734-365-4. Reedición en Círculo de Lectores en 2006
- Carmen Sevilla: memorias. Barcelona, Belacqua, 2005. ISBN 84-96326-42-X
- La caja de los fósforos. La Esfera de los Libros, 2005. ISBN 84-9734-397-2
- La fosforera nacional: la vuelta de los fósforos. Madrid, La Esfera de los Libros, 2004. ISBN 84-9734-148-1. Reedición en Círculo de Lectores
- Abróchense los cinturones. Madrid, Temas de Hoy, 2003. ISBN 84-8460-314-8
- La hora de los fósforos: las intervenciones más escuchadas de la radio. Madrid, La Esfera de los Libros, 2003. ISBN 84-9734-090-6. Reedición en Círculo de Lectores en 2004
- Instantes de pasión, con fotografías de Antonio Santiago. Córdoba, Monte de Piedad, 2001. ISBN 84-7959-388-1
- La cocina de Carlos Herrera. León, Everest, 2001. ISBN 84-241-2772-2
- Catálogo de pequeños placeres. Madrid, MR Ediciones, 1999. ISBN 84-270-2453-3

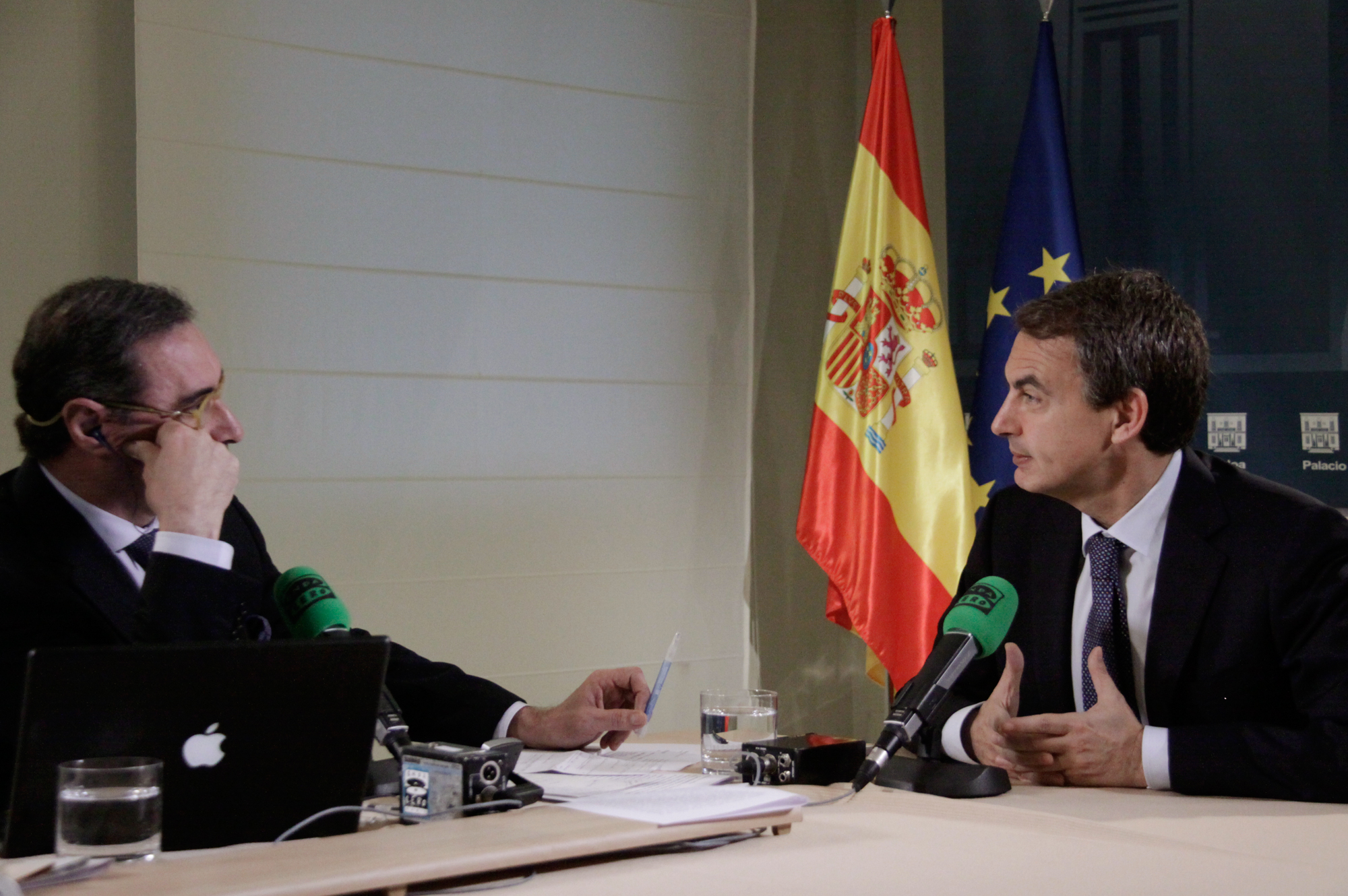
Carlos Herrera entrevistando al presidente del Gobierno Rodríguez Zapatero durante su programa Herrera en la Onda.

## Premios y distinciones
- Doctorado honoris causa por la Universidad de Elche, 5 de junio de 2024.[21]
- Cinco Premios Ondas (1987, 1996, 2000, 2010 y 2019).
- Premio Ondas en 1987 por el programa "Las coplas de mi ser". Cadena SER.
- Premio Ondas 1996 por "El programa de Carlos Herrera" de Canal Sur Radio.
- Premio Ondas 2000 por el programa "Buenos días" de RNE.
- Premio Ondas a toda la trayectoria 2010, cuando estaba en Onda Cero Radio.
- Premio Ondas en reconocimiento a toda su trayectoria 2019.[22]
- Académico de Honor de la Academia Médico Quirúrgica Española (27 de febrero de 2024).[23]
- Doctorado honoris causa por la Universidad Europea de Madrid, 21 de octubre de 2021.[24]
- En 2022 la Xunta de Galicia le nombró Embajador de Honor del Camino de Santiago.
- First Amendment Award, otorgado por los Eisenhower Fellows españoles, 2017.
- Premio Fundación Guardia Civil, 2015.
- Premio Mariano de Cavia 2015.
- Cruz de Plata de La Guardia Civil, 2012.
- Premio Paco Apaolaza de Periodismo Taurino-Fundación Cruzcampo, 2008.
- Premio de Periodismo Taurino "Baltasar Ibán", 2008.
- Medalla de la Diputación de Sevilla, 2008.
- Español Universal, 2007
- Premio PR a Lo mejor de la Radio, 2007.
- VI Premio Internacional COVITE del Colectivo de Víctimas del Terrorismo en el País Vasco, 2007.
- VIII premio «Joaquín Romero Murube», 2007.
- Premio Bravo de Radio, 2006.
- Distinción "Emilio Castelar", Cádiz, 2006.
- Sevillano del Año por el Rotary Club de Sevilla, 2005.
- Tres premios Antena de Oro (1990, 1994 y 2005).
- Pregonero de la Semana Santa de Sevilla (2001), del Carnaval de Cádiz (2003) y de otros eventos festivos regionales tales como el Corpus de Granada, las fiestas en honor de la Virgen del Mar en Almería o el Mayo Cordobés.
- Premio Micrófono de Oro (2003).
- Dos premios Micrófono de Plata.
- Medalla de Andalucía, 2001.
- Premio Club Internacional de Prensa, 2000.
- Premio del Club Internacional de Prensa, 1999.
- Premio Víctor de la Serna de la Asociación de la Prensa de Madrid al mejor periodista del año 1999.
- Premio Periodista del año de la revista Cambio 16, 1999.
- Premio Españoles Ejemplares de la Fundación DENAES por su compromiso con las víctimas del terrorismo.
- Premio Nacional de Periodismo Pedro Antonio de Alarcón.
- Pluma de Plata del Club de la Escritura.

| Predecesor: Joaquín Caro Romero | Pregonero de la Semana Santa de Sevilla 2001 | Sucesor: Francisco Ruiz Torrent |